# 波特蘭 (科羅拉多州弗羅蒙特縣)
波特蘭（英語：Portland）是位於美國科羅拉多州弗里蒙特縣的一個非建制地區。該地的面積和人口皆未知。

## 地理
波特蘭的座標為38°23′28″N 105°01′30″W / 38.39111°N 105.02500°W，而該地的平均海拔高度為1537米（即5043英尺）。